# Refúgio da Charpoua
O Refúgio da Charpoua é uma  pequena cabana refúgio que fica entre no vertente francês do Maciço do Monte Branco, aos pés de Les Drus, na região de Ródano-Alpes na Alta Saboia, França.
Construído em 1904 pelo antigo Clube dos desportos alpinos de Chamanox leva 4 h para o atingir a partir de Montenvers para o atingir justo à Flammes de Pierre de Les Drus.